# Olympische Sommerspiele 1972/Leichtathletik – 4 × 100 m (Männer)
Die 4-mal-100-Meter-Staffel der Männer bei den Olympischen Spielen 1972 in München wurde am 9. und 10. September 1972 im Olympiastadion München ausgetragen. In 27 Staffeln nahmen 110 Athleten teil.
Olympiasieger wurde das Team der USA mit Larry Black, Robert Taylor, Gerald Tinker und Eddie Hart in neuer Weltrekordzeit von 38,19 s.
Silber gewann die Staffel der Sowjetunion (Alexandr Korneljuk, Wladimir Lowezki, Juris Silovs, Walerij Borsow).
Bronze ging an die Bundesrepublik Deutschland – offiziell Deutschland – in der Besetzung Jobst Hirscht, Karlheinz Klotz, Gerhard Wucherer und Klaus Ehl.
Die Mannschaft der DDR erreichte das Finale und belegte dort Platz fünf.

Das österreichische Team qualifizierte sich für das Halbfinale und wurde dort in ihrem Lauf disqualifiziert.

Staffeln aus der Schweiz und Liechtenstein nahmen nicht teil.

## Rekorde
Die Rekorde wurden damals nach zwei Lesarten angegeben, einmal als handgestoppte Zeit (auf Zehntelsekunden gerundet) und zum Zweiten nach elektronischer Zeitmessung (auf Hundertstelsekunden gerundet).

### Bestehende Rekorde

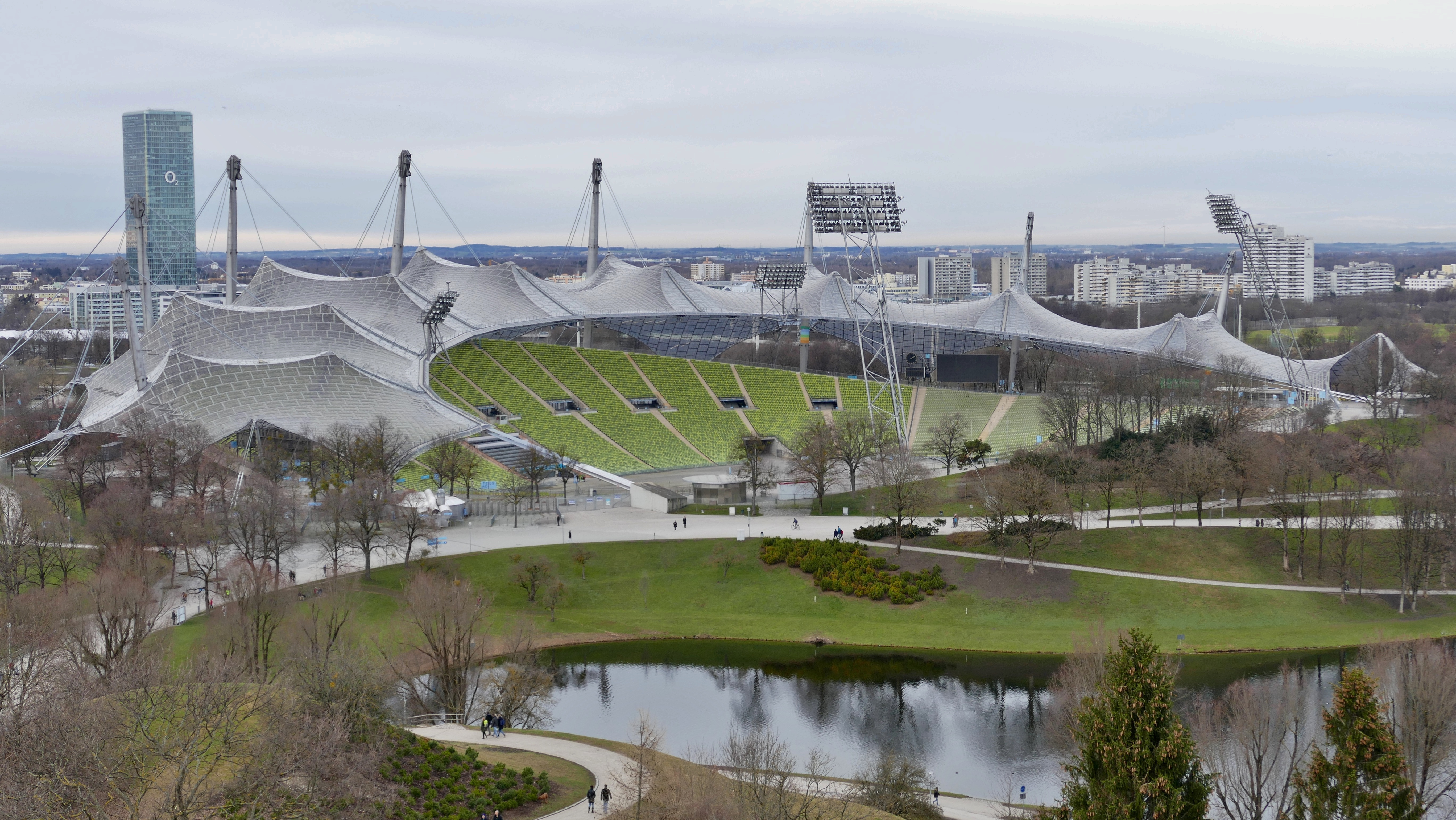
Blick vom Olympiaberg auf das Olympiastadion

| Handgestoppte Zeit        | Handgestoppte Zeit | Handgestoppte Zeit                                            | Handgestoppte Zeit             | Handgestoppte Zeit |
| ------------------------- | ------------------ | ------------------------------------------------------------- | ------------------------------ | ------------------ |
| Weltrekord                | 38,2 s             | USA (Charles Greene, Mel Pender, Ronnie Ray Smith, Jim Hines) | Finale OS Mexiko-Stadt, Mexiko | 20. Oktober 1968   |
| Olympischer Rekord        | 38,2 s             | USA (Charles Greene, Mel Pender, Ronnie Ray Smith, Jim Hines) | Finale OS Mexiko-Stadt, Mexiko | 20. Oktober 1968   |
| Elektronische Zeitmessung |                    |                                                               |                                |                    |
| Weltrekord                | 38,24 s            | USA (Charles Greene, Mel Pender, Ronnie Ray Smith, Jim Hines) | Finale OS Mexiko-Stadt, Mexiko | 20. Oktober 1968   |
| Olympischer Rekord        | 38,24 s            | USA (Charles Greene, Mel Pender, Ronnie Ray Smith, Jim Hines) | Finale OS Mexiko-Stadt, Mexiko | 20. Oktober 1968   |

### Rekordegalisierung / -verbesserung
Die US-amerikanische Siegerstaffel mit Larry Black, Robert Taylor, Gerald Tinker und Eddie Hart erzielte im Finale am 10. September 38,19 s. Damit egalisierte sie den olympischen Rekord, gleichzeitig Weltrekord, von 38,2 s nach hangestoppter Lesart. Nach elektronischer Lesart verbesserte das US-Team den Olympia-, gleichzeitig Weltrekord um fünf Hundertstelsekunden.

## Durchführung des Wettbewerbs
Die Staffeln absolvierten am 9. September vier Vorläufe, in denen sich die jeweils vier besten Mannschaften – hellblau unterlegt – für das Halbfinale am selben Tag qualifizierten. Daraus kamen ebenfalls die jeweils vier besten Teams – wiederum hellblau unterlegt – weiter ins Finale, das am 10. September stattfand.

## Zeitplan
9. September, 14:30 Uhr: Vorläufe

9. September, 17:40 Uhr: Halbfinale

10. September, 16:10 Uhr: Finale

## Vorrunde
Datum: 9. September 1972, ab 14:30 Uhr

### Vorlauf 1
| Platz | Staffel        | Besetzung                                                                         | Zeit    |
| ----- | -------------- | --------------------------------------------------------------------------------- | ------- |
| 1     | Sowjetunion    | Alexandr Korneljuk Wladimir Lowezki Juris Silovs Walerij Borsow                   | 39,15 s |
| 2     | BR Deutschland | Jobst Hirscht Karlheinz Klotz Gerhard Wucherer Klaus Ehl                          | 39,17 s |
| 3     | DDR            | Manfred Kokot Bernd Borth Hans-Jürgen Bombach Siegfried Schenke                   | 39,17 s |
| 4     | Österreich     | Georg Regner Axel Nepraunik Gert Nöster (Vorlauf) Helmut Lang                     | 40,49 s |
| 5     | Puerto Rico    | Luis Alers Guillermo González Pedro Ferrer Jorge Vizcarrondo                      | 41,34 s |
| 6     | Saudi-Arabien  | Mohamed Jaman al-Dosari Mansour al-Juaid Bilal Said al-Azma Said Khalil al-Dosari | 43,35 s |
| DNS   | Pakistan       | Mohammad Younas Norman Brinkworth Muhammad Seediq Nusrat Iqbal                    |         |
| DNS   | Kuwait         | Abdulazeez Abdulkareem Malik Murdhi Mohammed Saad Mubarak Younis Rabee            |         |

### Vorlauf 2
| Platz | Staffel          | Besetzung                                                                    | Zeit    |
| ----- | ---------------- | ---------------------------------------------------------------------------- | ------- |
| 1     | Frankreich       | Patrick Bourbeillon Jean-Pierre Grès Gérard Fenouil Bruno Cherrier           | 39,01 s |
| 2     | Tschechoslowakei | Jaroslav Matoušek Juraj Demeč Jiří Kynos Luděk Bohman                        | 39,31 s |
| 3     | Nigeria          | Rex Bazunu James Olakunle Benedict Majekodunmi (Vorlauf) Kola Abdulai        | 39,66 s |
| 4     | Venezuela        | Humberto Galea Félix Mata Alberto Marchán Jesús Rico                         | 39,74 s |
| 5     | Elfenbeinküste   | Kouakou Komenan Amadou Meïté Kouami N’Dri Gaoussou Koné                      | 39,81 s |
| 6     | Madagaskar       | Jean-Louis Ravelomanantsoa Alfred Rabenja André Ralainasolo Henri Rafaralahy | 40,58 s |
| 7     | Taiwan           | Lee Chung-ping Su Wen-ho Chen Chin-long Chen Ming-chi                        | 41,78 s |
| DNS   | Liberia          | Andrew Sartee Thomas Howe Dominic Saidu Thomas N’Ma                          |         |

### Vorlauf 3
| Platz | Staffel             | Besetzung                                                              | Zeit    |
| ----- | ------------------- | ---------------------------------------------------------------------- | ------- |
| 1     | Polen               | Stanisław Wagner Tadeusz Cuch Jerzy Czerbniak Zenon Nowosz             | 39,11 s |
| 2     | Ghana               | Ohene Karikari James Addy Sandy Osei-Agyemang George Daniels           | 39,46 s |
| 3     | Finnland            | Antti Rajamäki Raimo Vilén Erik Gustafsson Markku Juhola               | 39,54 s |
| 4     | Kuba                | José Triana Juan Morales Hermes Ramírez Pablo Montes                   | 39,65 s |
| 5     | Senegal             | Malang Mané Christian Dorosario Momar N’Dao Barka Sy                   | 39,81 s |
| 6     | Thailand            | Somsak Boontud Surapong Ariyamongkol Panus Ariyamongkol Anat Ratanapol | 41,04 s |
| DNS   | Jamaika             | Michael Fray Donald Quarrie Lennox Miller Horace Levy                  |         |
| DNS   | Trinidad und Tobago | Ainseley Armstrong Rudolph Reid Bertram Lovell Hasely Crawford         |         |

### Vorlauf 4
| Platz | Staffel             | Besetzung                                                              | Zeit    |
| ----- | ------------------- | ---------------------------------------------------------------------- | ------- |
| 1     | USA                 | Larry Black Robert Taylor Gerald Tinker Eddie Hart                     | 38,96 s |
| 2     | Italien             | Vincenzo Guerini Ennio Preatoni Luigi Benedetti Pietro Mennea          | 39,29 s |
| 3     | Großbritannien      | Berwyn Price Don Halliday (Vorlauf) Dave Dear Brian Green              | 39,63 s |
| 4     | Volksrepublik Kongo | Antoine Nkounkou Louis Nkanza Jean-Pierre Bassegela Théophile Nkounkou | 39,86 s |
| 5     | Bahamas             | Danny Smith Harry Lockhart Walter Callander Michael Sands              | 40,48 s |
| 6     | Tansania            | Obedi Mwanga Norman Chihota Claver Kamanya Hamad Ndee                  | 41,07 s |
| DNF   | Äthiopien           | Sisaye Feleke Solomon Belaye Kebede Bedasso Egzi Gebre-Gebre           |         |
| DNF   | Spanien             | José Luis Sánchez Manuel Carballo Francisco García Luis Sarría         |         |

## Halbfinale
Datum: 9. September 1972, ab 17:40 Uhr

### Lauf 1
| Platz | Staffel        | Besetzung                                                                                                   | Zeit    |
| ----- | -------------- | --- | ------- |
| 1     | USA            | Larry Black Robert Taylor Gerald Tinker Eddie Hart                                                          | 38,54 s |
| 2     | BR Deutschland | Jobst Hirscht Karlheinz Klotz Gerhard Wucherer Klaus Ehl                                                    | 38,86 s |
| 3     | Polen          | Stanisław Wagner Tadeusz Cuch Jerzy Czerbniak Zenon Nowosz                                                  | 38,90 s |
| 4     | Italien        | Vincenzo Guerini Ennio Preatoni Luigi Benedetti Pietro Mennea                                               | 39,21 s |
| 5     | Kuba           | José Triana Juan Morales Hermes Ramírez Pablo Montes                                                        | 39,04 s |
| 6     | Nigeria        | Kola Abdulai Rex Bazunu James Olakunle Timon Oyebami (Halbfinale) im Vorlauf außerdem: Benedict Majekodunmi | 39,73 s |
| 7     | Ghana          | Ohene Karikari James Addy Sandy Osei-Agyemang George Daniels                                                | 39,99 s |
| DSQ   | Österreich     | Georg Regner Axel Nepraunik Günther Würfel (Halbfinale) Helmut Lang im Vorlauf außerdem: Gert Nöster        |         |

### Lauf 2
| Platz | Staffel             | Besetzung                                                                                    | Zeit    |
| ----- | ------------------- | -------------------------------------------------------------------------------------------- | ------- |
| 1     | Frankreich          | Patrick Bourbeillon Jean-Pierre Grès Gérard Fenouil Bruno Cherrier                           | 39,00 s |
| 2     | Sowjetunion         | Alexandr Korneljuk Wladimir Lowezki Juris Silovs Walerij Borsow                              | 39,00 s |
| 3     | DDR                 | Manfred Kokot Bernd Borth Hans-Jürgen Bombach Siegfried Schenke                              | 39,06 s |
| 4     | Tschechoslowakei    | Jaroslav Matoušek Juraj Demeč Jiří Kynos Luděk Bohman                                        | 39,01 s |
| 5     | Finnland            | Antti Rajamäki Raimo Vilén Erik Gustafsson Markku Juhola                                     | 39,30 s |
| 6     | Großbritannien      | Les Piggot (Halbfinale) Berwyn Price Dave Dear Brian Green im Vorlauf außerdem: Don Halliday | 39,47 s |
| 7     | Venezuela           | Humberto Galea Félix Mata Alberto Marchán Jesús Rico                                         | 39,74 s |
| 8     | Volksrepublik Kongo | Antoine Nkounkou Louis Nkanza Jean-Pierre Bassegela Théophile Nkounkou                       | 39,97 s |

## Finale
Datum: 10. September 16, 1972, S. 10 Uhr
| Platz | Staffel          | Besetzung                                                          | Zeit    | Anmerkung  |
| ----- | ---------------- | ------------------------------------------------------------------ | ------- | ---------- |
| 1     | USA              | Larry Black Robert Taylor Gerald Tinker Eddie Hart                 | 38,19 s | WRel / WRe |
| 2     | Sowjetunion      | Alexandr Korneljuk Wladimir Lowezki Juris Silovs Walerij Borsow    | 38,50 s |            |
| 3     | BR Deutschland   | Jobst Hirscht Karlheinz Klotz Gerhard Wucherer Klaus Ehl           | 38,79 s |            |
| 4     | Tschechoslowakei | Jaroslav Matoušek Juraj Demeč Jiří Kynos Luděk Bohman              | 38,82 s |            |
| 5     | DDR              | Manfred Kokot Bernd Borth Hans-Jürgen Bombach Siegfried Schenke    | 38,90 s |            |
| 6     | Polen            | Stanisław Wagner Tadeusz Cuch Jerzy Czerbniak Zenon Nowosz         | 39,03 s |            |
| 7     | Frankreich       | Patrick Bourbeillon Jean-Pierre Grès Gérard Fenouil Bruno Cherrier | 39,14 s |            |
| 8     | Italien          | Vincenzo Guerini Ennio Preatoni Luigi Benedetti Pietro Mennea      | 39,14 s |            |

Das US-Team wurde durch den Schock vom 100-Meter-Lauf als geschwächt gesehen. Eddie Hart und Rey Robinson hatten dort ihre Viertelfinalläufe verpasst, weil sie zu spät gekommen waren. Anstelle von Robinson wurde der Silbermedaillengewinner über 200 Meter Larry Black nominiert. So wurde der sowjetischen Staffel nach den Einzelsiegen Walerij Borsows über 100 und 200 Meter, die zudem mit Alexandr Korneljuk einen der besten Starter in ihren Reihen hatte, eine Siegchance eingeräumt. Mit Spannung jedenfalls wurde das Duell der beiden Favoritenmannschaften erwartet.
Im Finalrennen liefen die Startläufer aus den USA und der UdSSR Kopf an Kopf. Robert Taylor und Gerald Tinker arbeiteten auf den Positionen zwei und drei einen Vorsprung für das US-Team heraus. Obwohl Walerij Borsow auf der Zielgeraden noch einmal aufkam, konnte US-Schlussläufer Eddie Hart den Olympiasieg der USA in neuer Weltrekordzeit mit deutlichem Vorsprung sichern. Die Bronzemedaille gewannen überraschend die vier bundesdeutschen Staffelläufer.
Im dreizehnten olympischen Finale gewann die US-Staffel die elfte Goldmedaille für die USA in dieser Disziplin. Es war die dritte in Folge.

Für die BR Deutschland war es die erste Medaille in der 4-mal-100-Meter-Staffel – 1960 hatten die vier bundesdeutschen Läufer Bernd Cullmann, Armin Hary, Walter Mahlendorf und Martin Lauer die Goldmedaille gewonnen, aber offiziell als gesamtdeutsche und nicht als bundesdeutsche Staffel.

## Videolinks
- München 1972, 4 x 100m Männer, USA, Leichtathletik, Olympische Spiele, youtube.com, abgerufen 29. September 2021
- München 1972, 4 x 100m Männer, USA, Leichtathletik, Olympische Spiele, youtube.com, abgerufen 29. September 2021
- ✘ Munich 1972 (USA) 4×100m relay men (Amateur Footage), youtube.com, abgerufen am 23. November 2017